# Silene rupicola
Silene rupicola är en nejlikväxtart som beskrevs av Takenoshin Nakai. Silene rupicola ingår i släktet glimmar, och familjen nejlikväxter. Inga underarter finns listade i Catalogue of Life.